# Premi BAFTA 2000
La 53ª edizione dei British Academy Film Awards, conferiti dalla British Academy of Film and Television Arts alle migliori produzioni cinematografiche del 1999, ha avuto luogo il 9 aprile 2000.

## Vincitori e candidati
La cerimonia di premiazione ha decretato il successo del film di Sam Mendes American Beauty, che ha ottenuto sei premi, tra cui gli ambiti miglior film, miglior attore (Kevin Spacey) e miglior attrice (Annette Bening), a fronte di quattordici nomination ricevute.

### Miglior film
- American Beauty, regia di Sam Mendes
- East Is East, regia di Damien O'Donnell
- Fine di una storia (The End of the Affair), regia di Neil Jordan
- Il sesto senso (The Sixth Sense), regia di M. Night Shyamalan
- Il talento di Mr. Ripley (The Talented Mr. Ripley), regia di Anthony Minghella

### Miglior film britannico
- East Is East
- Notting Hill, regia di Roger Michell
- Onegin, regia di Martha Fiennes
- Ratcatcher, regia di Lynne Ramsay
- Topsy-Turvy - Sotto-sopra (Topsy-Turvy), regia di Mike Leigh
- Wonderland - Massacro a Hollywood (Wonderland), regia di James Cox

### Miglior film non in lingua inglese
- Tutto su mia madre (Todo sobre mi madre), regia di Pedro Almodóvar • Spagna
- Buena Vista Social Club, regia di Wim Wenders • Germania/Cuba
- Festen - Festa in famiglia (Festen), regia di Thomas Vinterberg • Danimarca
- Lola corre (Lola Rennt), regia di Tom Tykwer • Germania

### Miglior regista
- Pedro Almodóvar – Tutto su mia madre (Todo sobre mi madre)
- Neil Jordan – Fine di una storia (The End of the Affair)
- Sam Mendes – American Beauty
- Anthony Minghella – Il talento di Mr. Ripley (The Talented Mr. Ripley)
- M. Night Shyamalan – Il sesto senso (The Sixth Sense)

### Miglior attore protagonista
- Kevin Spacey – American Beauty
- Jim Broadbent – Topsy-Turvy - Sotto-sopra (Topsy-Turvy)
- Russell Crowe – Insider - Dietro la verità (The Insider)
- Ralph Fiennes – Fine di una storia (The End of the Affair)
- Om Puri – East Is East

### Miglior attrice protagonista
- Annette Bening – American Beauty
- Linda Bassett – East Is East
- Julianne Moore – Fine di una storia (The End of the Affair)
- Emily Watson – Le ceneri di Angela (Angela's Ashes)

### Miglior attore non protagonista
- Jude Law – Il talento di Mr. Ripley (The Talented Mr. Ripley)
- Wes Bentley – American Beauty
- Michael Caine – Le regole della casa del sidro (The Cider House Rules)
- Rhys Ifans – Notting Hill
- Timothy Spall – Topsy-Turvy - Sotto-sopra (Topsy-Turvy)

### Miglior attrice non protagonista
- Maggie Smith – Un tè con Mussolini (Tea with Mussolini)
- Thora Birch – American Beauty
- Cate Blanchett – Il talento di Mr. Ripley (The Talented Mr. Ripley)
- Cameron Diaz – Essere John Malkovich (Being John Malkovich)
- Mena Suvari – American Beauty

### Miglior sceneggiatura originale
- Charlie Kaufman – Essere John Malkovich (Being John Malkovich)
- Alan Ball – American Beauty
- M. Night Shyamalan – Il sesto senso (The Sixth Sense)
- Pedro Almodóvar – Tutto su mia madre (Todo sobre mi madre)
- Mike Leigh – Topsy-Turvy - Sotto-sopra (Topsy-Turvy)

### Miglior sceneggiatura non originale
- Neil Jordan – Fine di una storia (The End of the Affair)
- Ayub Khan-Din – East Is East
- Oliver Parker – Un marito ideale (An Ideal Husband)
- Anthony Minghella – Il talento di Mr. Ripley (The Talented Mr. Ripley)

### Miglior fotografia
- Conrad L. Hall – American Beauty
- Bill Pope – Matrix (The Matrix)
- Roger Pratt – Fine di una storia (The End of the Affair)
- John Seale – Il talento di Mr. Ripley (The Talented Mr. Ripley)
- Michael Seresin – Le ceneri di Angela (Angela's Ashes)

### Miglior scenografia
- Rick Heinrichs – Il mistero di Sleepy Hollow (Sleepy Hollow)
- Geoffrey Kirkland – Le ceneri di Angela (Angela's Ashes)
- Owen Paterson – Matrix (The Matrix)
- Anthony Pratt – Fine di una storia (The End of the Affair)
- Naomi Shohan – American Beauty

### Migliori musiche
- Thomas Newman – American Beauty
- Ry Cooder, Nick Gold – Buena Vista Social Club
- Michael Nyman – Fine di una storia (The End of the Affair)
- Gabriel Yared – Il talento di Mr. Ripley (The Talented Mr. Ripley)

### Miglior montaggio
- Tariq Anwar e Christopher Greenbury – American Beauty
- Andrew Mondshein – Il sesto senso (The Sixth Sense)
- Zach Staenberg – Matrix (The Matrix)
- Eric Zumbrunnen – Essere John Malkovich (Being John Malkovich)

### Migliori costumi
- Colleen Atwood – Il mistero di Sleepy Hollow (Sleepy Hollow)
- Jenny Beavan, Anna Anni e Alberto Spiazzi – Un tè con Mussolini (Tea with Mussolini)
- Caroline Harris – Un marito ideale (An Ideal Husband)
- Sandy Powell – Fine di una storia (The End of the Affair)

### Miglior trucco
- Topsy-Turvy - Sotto-sopra (Topsy-Turvy) – Christine Blundell
- American Beauty – Tania McComas, Carol A O'Connell
- Fine di una storia (The End of the Affair) – Christine Beveridge
- Un marito ideale (An Ideal Husband) – Peter King

### Miglior sonoro
- Matrix (The Matrix) – David Lee, John T. Reitz, Gregg Rudloff, David E. Campbell, Dane A. Davis
- American Beauty – Scott Martin Gershin, Scott Millan, Bob Beemer, Richard Van Dyke
- Buena Vista Social Club – Martin Müller, Jerry Boys
- Star Wars: Episodio I - La minaccia fantasma (Star Wars Episode I: The Phantom Menace) – Ben Burtt, Tom Bellfort, John Midgley, Gary Rydstrom, Tom Johnson, Shawn Murphy

### Migliori effetti speciali
- Matrix (The Matrix) – John Gaeta, Steve Courtley, Janek Sirrs, Jon Thum
- A Bug's Life - Megaminimondo – Bill Reeves, Eben Ostby, Rick Sayre, Sharon Calahan
- Il mistero di Sleepy Hollow (Sleepy Hollow) – Jim Mitchell, Kevin Yagher, Joss Williams, Paddy Eason
- La mummia (The Mummy) – John Andrew Berton Jr., Daniel Jeannette, Ben Snow, Chris Corbould
- Star Wars: Episodio I - La minaccia fantasma (Star Wars Episode I: The Phantom Menace) – John Knoll, Dennis Muren, Scott Squires, Rob Coleman

### Miglior cortometraggio
- Who's My Favourite Girl?, regia di Adrian McDowall
- Bait, regia di Tom Shankland
- Perdie, regia di Faye Gilbert
- The Tale of the Rat That Wrote, regia di Billy O'Brien

### Miglior cortometraggio d'animazione
- The Man with the Beautiful Eyes, regia di Jonathan Hodgson
- Jolly Roger, regia di Mark Baker
- The Old Man and the Sea, regia di Aleksandr Konstantinovič Petrov
- The Periwig-Maker, regia di Steffen Schäffler

### Miglior esordio britannico da regista, sceneggiatore o produttore
- Lynne Ramsay (regista e sceneggiatrice) – Ratcatcher
- Ayub Khan-Din (sceneggiatore) – East Is East
- Kirk Jones (regista e sceneggiatore) – Svegliati Ned (Waking Ned)
- Justin Kerrigan (regista e sceneggiatore) – Human Traffic